# تاكاو أوساوا
تاكاو أوساوا (باليابانية: 大沢 たかお ) (و. 1968  م) هو منتج أفلام، وعارض، وممثل أفلام ياباني، ولد في طوكيو.

## التعليم
تعلم في جامعة سنشو.

## وصلات خارجية
- تاكاو أوساوا على موقع IMDb (الإنجليزية)
- تاكاو أوساوا على موقع ألو سيني (الفرنسية)
- تاكاو أوساوا على موقع ميوزك برينز (الإنجليزية)
- تاكاو أوساوا على موقع أول موفي (الإنجليزية)
- تاكاو أوساوا على موقع قاعدة بيانات الفيلم (الإنجليزية)
- تاكاو أوساوا على موقع كينوبويسك (الروسية)